# Ayguemorte-les-Graves
Ayguemorte-les-Graves egy francia település Gironde megyében az Aquitania régióban. Lakosainak száma 1402 fő (2022. január 1.).

## Története
A település  gallo-római jelentése "mocsaras és nedves helyen".

## Adminisztráció
Polgármesterek:
- 2001–2014 Jean-Paul Sourrouille
- 2014–2020 Philippe Danne

## Demográfia
| Lakosok száma | 360  | 595  | 696  | 1050 | 1099 | 1216 | 1256 | 1332 | 1357 | 1402 |
|               | 1968 | 1982 | 1990 | 2006 | 2013 | 2015 | 2017 | 2019 | 2020 | 2022 |